# سیارک ۲۴۸۶
سیارک ۲۴۸۶ (به انگلیسی: 2486 Metsahovi، نامگذاری:1939FY) دو هزار و چهارصد و هشتاد و ششمین سیارک کشف شده‌است که در ۲۲ مارس ۱۹۳۹ کشف شد.
قدر مطلق سیارک برابر ۱۲٫۴۰ است.